# Ermita de Sant Roc d'Espadella
L'ermita de Sant Roc, localitzada en el camí conegut com a Baixada de Sant Roc, a Espadella, a la comarca de l'Alt Millars, és un lloc proposat per ser catalogat com a Bé de rellevància local, als corresponents catàlegs municipals de béns i espais protegits i que, havent estat tramitats conforme al procediment ordinari establert en l'article 47 de la Llei 4/1998, d'11 de juny, de la Generalitat, del Patrimoni Cultural Valencià, compten amb l'informe favorable de la conselleria competent en matèria de cultura, faltant l'aprovació definitiva per l'organisme competent en matèria d'urbanisme; amb la categoria de Monument d'interès local, i amb un codi d'identificació: 12.08.058-004, a 18 de desembre de 2013.

## Descripció
L'ermita se situa en una zona d'hortes a uns 100 metres del nucli poblacional i en la ribera del riu Millars, i per arribar a ella cal prendre un estret camí de gran desnivell, que porta des del carrer de les Eres fins als afores del poble, està asfaltat, per la qual cosa el seu accés amb cotxe és possible.
Està datada del segle xviii i el seu estat de conservació és molt bo, ja que va ser objecte d'una restauració que va finalitzar l'any 2001, i duta a terme per l'Associació Cultural Amics de Sant Roc, que és l'associació que s'encarrega del seu manteniment.
Es tracta d'un edifici exempt, amb una zona enjardinada al voltant delimitada per un muret d'obra de poca altura, amb entrada per un buit sense cap trava per al seu accés, en el qual s'ha situat un retaule ceràmic en el qual figura el nom de l'ermita. Construït en maçoneria i reforços de carreu, presenta sostrada a dues aigües.
L'accés al temple es fa a través d'un atri, de menor altura que la planta de l'ermita, cobert amb teulada a tres aigües, amb tres arcs de mig punt, per un dels quals es realitza l'accés a la porta d'entrada, i un petit banc corregut. Aquest arc de mig punt, està emmarcat per dovelles de maó refractant, que es recolzen en pilastres llises, davant de les quals s'han col·locat sengles maceteros amb plantes. El sòl està pavimentat amb pedres que formen un dibuix ornamental circular, a l'interior del qual es distingeix una flor de sis pètals. Per la seva banda la porta d'accés al temple, és de fusta i presenta llindar, i presenta un petit graó.
La part de la façana principal de l'ermita que se sobri surt a l'atri, presenta forma de frontó i com única decoració cal destacar una curiosa fornícula, amb una vistosa llinda (recta en la part de baix i acabada en arc de mig punt realitzat, novament, amb maons refractants), dins de la qual se situa un retaule ceràmic amb la imatge del sant titular, Sant Roc. Aquest frontó acaba en un capcer que exerceix la funció d'espadanya (rematada amb una creu de forja), en la qual s'observa una situa campana. Aquesta campana es diu María, està datada de 1703 i té un diàmetre de 26 centímetres i un pes de 10 quilos. Antany va estar a l'església parroquial de espadilla, però fa pocs de temps s'ubicà en aquesta ermita.
Per la seva banda, en les façanes laterals s'obren finestres, una per cada lateral, i en la façana posterior existeixen dues petites obertures, així com una obertura de forma circular que està encegat amb maons.
Respecte al seu interior, presenta planta de nau única i forma rectangular, amb unes mesures de 8 metres de profunditat i 5,5 metres d'amplària. Com a decoració interior solament destaca la talla de Sant Roc que presideix l'altar major.
La festa de Sant Roc és el 16 d'agost, i per aquesta data se celebra missa en l'ermita i es trasllada la imatge del sant al poble. A la tarda es realitza una processó per tornar a pujar al Sant a l'ermita.